# Mario Bautista
Mario Bautista (Winnemucca, 1 de julho de 1993) é um lutador americano de artes marciais mistas, atualmente competindo no peso galo do Ultimate Fighting Championship.

## Início
Bautista nasceu em Winnemucca, Nevada. Ele começou a treinar wrestling aos 14 anos de idade e competiu durante os seus últimos de escola. Ele se mudou de Nevada para o Arizona para treinar MMA profissionalmente em 2012.

## Carreira no MMA

### Ultimate Fighting Championship
Em sua estreia no UFC, Bautista enfrentou Cory Sandhagen no dia 19 de janeiro de 2019 no UFC Fight Night: Cejudo vs. Dillashaw. Ele perdeu a luta por finalização no primeiro round.
Bautista enfrentou Jin Soo Son em 20 de julho de 2019 no UFC on ESPN: dos Anjos vs. Edwards. Ele venceu por decisão unânime.
Em 8 de fevereiro de 2020, Bautista enfrentou Miles Johns no UFC 247: Jones vs. Reyes. Ele venceu por nocaute técnico no segundo round.

## Cartel no MMA
| Cartel no MMA   |            |            |
| 11 lutas        | 9 vitórias | 2 derrotas |
| Por nocaute     | 3          | 1          |
| Por finalização | 3          | 1          |
| Por decisão     | 3          | 0          |

| Res.    | Cartel | Oponente                | Método                                     | Evento                                | Data       | Round | Tempo | Local               | Notas                 |
| ------- | ------ | ----------------------- | ------------------------------------------ | ------------------------------------- | ---------- | ----- | ----- | ------------------- | --------------------- |
| Vitória | 9-2    | Jay Perrin              | Decisão (unânime)                          | UFC Fight Night: Walker vs. Hill      | 19/02/2022 | 3     | 5:00  | Las Vegas, Nevada   |                       |
| Derrota | 8-2    | Trevin Jones            | Nocaute Técnico (socos)                    | UFC 259: Blachowicz vs. Adesanya      | 06/03/2021 | 2     | 0:40  | Las Vegas, Nevada   |                       |
| Vitória | 8-1    | Miles Johns             | Nocaute Técnico (joelhada voadora e socos) | UFC 247: Jones vs. Reyes              | 08/02/2020 | 2     | 1:41  | Houston, Texas      | Performance da Noite. |
| Vitória | 7-1    | Jin Soo Son             | Decisão (unânime)                          | UFC on ESPN: dos Anjos vs. Edwards    | 20/07/2019 | 3     | 5:00  | San Antonio, Texas  | Luta da Noite.        |
| Derrota | 6-1    | Cory Sandhagen          | Finalização (chave de braço)               | UFC Fight Night: Cejudo vs. Dillashaw | 19/01/2019 | 1     | 3:31  | Brooklyn, New York  | Estreia no UFC.       |
| Vitória | 6-0    | Juan Pablo Gonzalez     | Decisão (unânime)                          | Combate Americas: Mexico vs. USA      | 13/10/2018 | 3     | 5:00  | Tucson, Arizona     |                       |
| Vitória | 5-0    | A.J. Robb               | Finalização (guilhotina)                   | LFA 44: Fricu vs. Aguilar             | 29/06/2018 | 2     | 3:30  | Phoenix, Arizona    |                       |
| Vitória | 4-0    | Raphael Montini de Lima | Nocaute Técnico (interrupção médica)       | LFA 31                                | 19/01/2018 | 2     | 5:00  | Phoenix, Arizona    |                       |
| Vitória | 3-0    | DeMarcus Brown          | Finalização (mata leão)                    | SmashGlobal 6                         | 28/09/2017 | 1     | 4:46  | Los Angeles         |                       |
| Vitória | 2-0    | Devon Chavez            | Finalização (estrangulamento d'arce)       | Tachi Palace Fights 32                | 03/08/2017 | 2     | 0:59  | Lemoore, California |                       |
| Vitória | 1-0    | Jesse Orta              | Nocaute Técnico (socos)                    | Iron Boy MMA 6                        | 15/05/2017 | 1     | 1:28  | Phoenix, Arizona    | Estreia nos Galos.    |